# NGC 5068
NGC 5068 (również PGC 46400 lub UGCA 345) – galaktyka spiralna z poprzeczką (SBc), znajdująca się w gwiazdozbiorze Panny. Została odkryta 10 marca 1785 roku przez Williama Herschela. Galaktyka ta należy do grupy galaktyk M83.